# Беренгар I
Беренгар (*бл. 845—†7 квітня 924) — маркграф Фріульський (874—890), король Італії (як Беренгар I) (887—924 з перервами), римський імператор (915—924).

## Маркграф Фріульський
Походив з роду Унрошидів. Його батьком був маркграф Ебергард, матір'ю — принцеса Гізела, дочка імператора Людовика I Благочестивого.